# Publication à compte d'éditeur
La publication à compte d'éditeur est un mode de publication de livre qui consiste, pour un éditeur, à publier un ouvrage qu'il peut avoir demandé à un auteur d'écrire, ou dont il a retenu le manuscrit qui lui est envoyé par son auteur. Dans ce dernier cas, le processus de sélection est souvent confié à un comité de lecture, composés d'écrivains ou de spécialistes du domaine qui recommande ou non la publication du titre, et dont le fonctionnement se rapproche des comités de lecture de revue scientifique. 
L'auteur a droit par contrat, pour une période déterminée et en échange d'engagements clairs (délais de publication, niveau des droits perçus sur l'œuvre, garanties commerciales, etc.), à une rémunération appelée droit d'auteur qui est proportionnelle au nombre de livres vendus et qui correspond généralement à 10 % de leur prix hors taxe, les auteurs à succès obtenant parfois jusqu'à 20 %. Une avance sur droits forfaitaire est parfois versée selon des modalités également établies par contrat (à la signature de celui-ci, à la parution du livre, etc.)
L'édition à compte d'éditeur s'oppose à l'édition à compte d'auteur qui, elle, consiste à faire publier ses ouvrages à ses propres frais par un éditeur qui ne s'occupe plus que de la partie technique de l'édition (mise en page, impression, livraison et éventuellement diffusion), n'assumant aucun risque éditorial ni financier. Dans ce cas, l'auteur rémunère donc l'éditeur en tant que prestataire de services et perçoit cette fois l'entièreté des bénéfices provenant des ventes, les droits d'auteur n'ayant plus raison d'être.